# Projet Camel
Pour les articles homonymes, voir Camel.

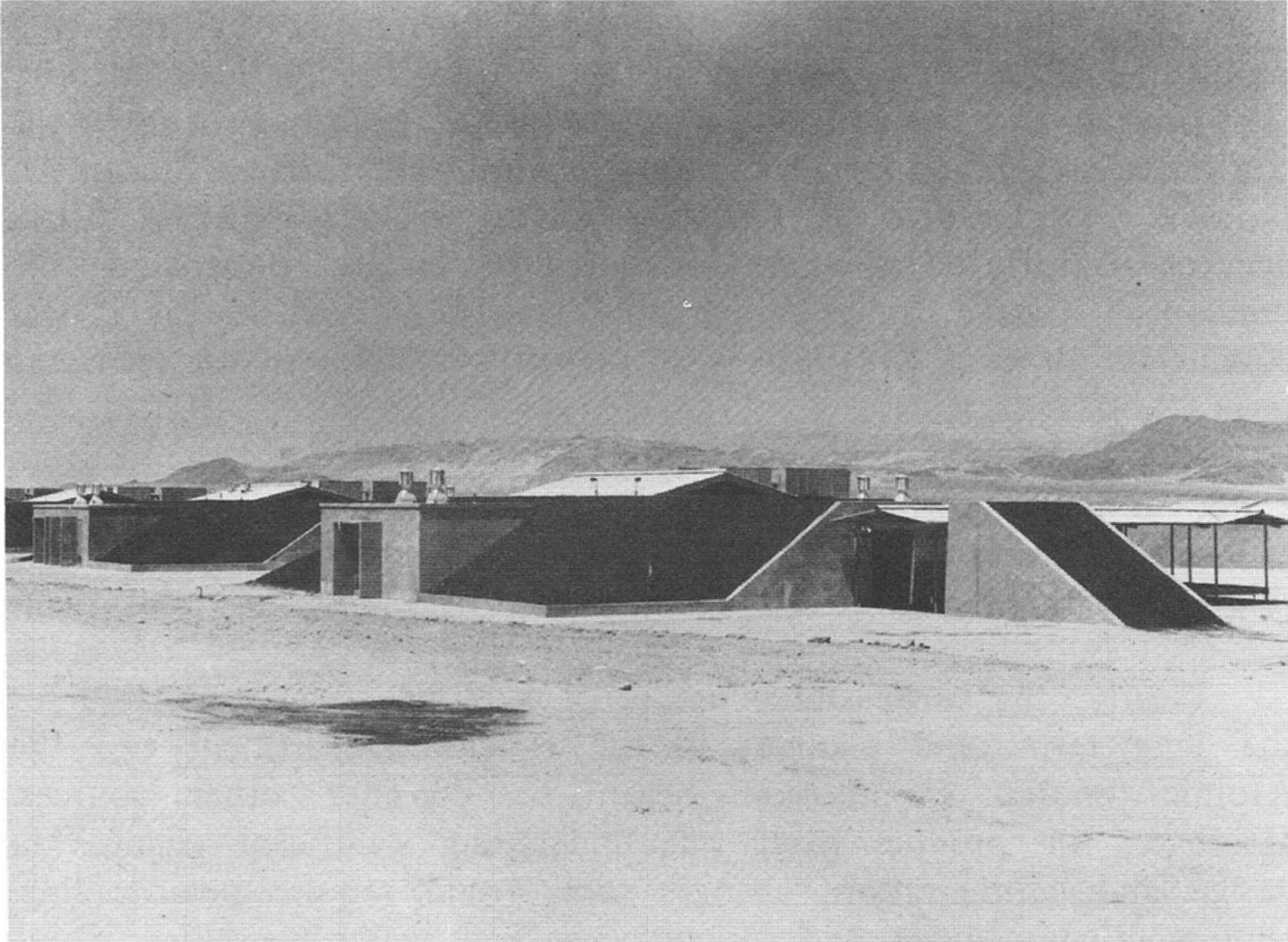
Salt Wells Pilot Plant en août 1946.

Le projet Camel est le nom de code donné au projet de recherche effectué par le California Institute of Technology (Caltech) à l'appui du Projet Manhattan pendant la Seconde Guerre mondiale. Ces activités comprennent l'élaboration de détonateurs et d’autres équipements, des tests sur la bombe lancée depuis des bombardiers Boeing B-29 Superfortress, et le Salt Wells Pilot Plant, où les composants explosifs des armes nucléaires ont été fabriqués.